# Albertina Modern
 (septembre 2020).
Pour les articles homonymes, voir Albertina.
L'Albertina Modern (orthographié ALBERTINA MODERN) est un musée d'art contemporain de Vienne, inauguré le 12 mars 2020 dans la Künstlerhaus (maison des Artistes). Il s'agit du deuxième site du musée de l'Albertina. Avec plus de 60 000 œuvres de 5 000 artistes, c'est l'un des principaux musées d'art contemporain.

## Histoire
L'entrepreneur Hans Peter Haselsteiner et le directeur général de l'Albertina Klaus Albrecht Schröder se sont fixé comme objectif commun de préserver la collection d'art moderne Essl, l'une des plus riches d'Autriche (7000 oeuvres), de façon permanente et de la déplacer de la Basse-Autriche vers la capitale Vienne. En accord avec la famille Essl, la fusion de la collection Essl avec les collections d'art contemporain de l'Albertina donnera naissance à un nouveau musée d'art moderne sous la direction de l'Albertina. Ce projet a été soutenu dès le début par les ministres de la Culture Josef Ostermayer, Thomas Drozda, Gernot Blümel et Alexander Schallenberg, qui ont préconisé la création du deuxième site de l'Albertina .

## Site
La Künstlerhaus (Maison des artistes) sur la Karlsplatz à Vienne, a alors été désignée en 2016 comme emplacement du musée. La création de la société holding et d'exploitation Künstlerhaus permit à celle-ci de rénover la magnifique Künstlerhaus et de la moderniser selon les spécifications muséologiques de l'Albertina. Ce chef-d'œuvre architectural de l'historicisme est donc devenu le siège du musée sur une superficie de plus de 2 000 m2 au rez-de-chaussée et au sous-sol du bâtiment. L'étage supérieur est toujours utilisé par l'Association Künstlerhaus, une société d'artistes autrichienne .

## Collection
Depuis 2000, l'Albertina historique avait été rénovée et ses espaces d'exposition agrandis. Cependant, la collection d'art moderne ayant également été continuellement augmentée, un nouveau lieu d'exposition devenait nécessaire. Avec ses fonds d'art contemporain, la collection de l'Albertina Modern compte un total de 60 000 œuvres de dessins, aquarelles, estampes et photographies, constituant ainsi l'une des plus grandes collections d'art contemporain. Les objets exposés pour le nouveau musée proviennent des possessions de l'Albertina d'une part, mais aussi de Haselsteiner lui-même. Le patron[Qui ?] avait acquis 60% de la collection Essl après que le couple propriétaire avait connu des problèmes financiers. Le couple Essl a fait don des 40% restants à l'Albertina afin qu'elle puisse désormais utiliser toute la collection .
Les collections se concentrent notamment sur l'art autrichien, mais il existe également de nombreuses  œuvres des artistes allemands Georg Baselitz, Anselm Kiefer, Markus Lüpertz, Jörg Immendorff et Günther Förg. Parmi les Américains se trouvent des œuvres d'Andy Warhol, Alex Katz, Eric Fischl, Robert Longo, Cindy Sherman, Sherrie Levine, Ross Bleckner et Michael Heizer.

## Liens web
- Site web de l'Albertina

## Source de traduction
- (de) Cet article est partiellement ou en totalité issu de l’article de Wikipédia en allemand intitulé « Albertina Modern » (voir la liste des auteurs).